# Fiorenza Cossotto
Fiorenza Cossotto (Crescentino di Vercelli (Italië), 22 april 1935) is een Italiaanse mezzosopraan. Ze wordt beschouwd als een van de grootste mezzosopranen van de twintigste eeuw, een natuurlijke opvolgster van Giulietta Simionato.

## Leven en carrière
Cossotto volgde de Turijnse muziekacademie en slaagde als beste van haar klas. Na haar studie met Mercedes Llopart maakte ze haar operadebuut als Zuster Matilde in the wereldpremière van Poulencs Dialogues des Carmélites in 1957 aan het Teatro alla Scala in Milaan. Haar internationale debuut was in 1958 aan het Wexford Festival als Giovanna Seymour in Gaetano Donizetti's Anna Bolena. Haar debuut aan Covent Garden was in 1959 als Neris in Cherubini's Médée, met Maria Callas in de titelrol. Een uitvoering in 1962 van de hoofdrol in La favorita aan het Teatro alla Scala leidde tot verdere roem. Ze maakte haar Amerikaanse debuut in 1964 in dezelfde rol aan de Lyric Opera of Chicago en als Amneris aan de Metropolitan Opera in 1968.
Tussen de seizoenen van 1967–1968 en 1988–1989 gaf ze in totaal 148 uitvoeringen aan de Metropolitan Opera (uitsluitend hoofdrollen).
Ze bleef zingen, en in 2005 vierde ze haar 70ste verjaardag met een uitvoering van Suor Angelica aan het Théâtre Royal in Luik, België.
Ze was meer dan veertig jaar gehuwd met de Italiaanse bas Ivo Vinco, en kreeg een zoon, Roberto. Het huwelijk werd beëindigd door echtscheiding.

## Cossotto en Callas
Fiorenza zong al met Maria Callas in 1957 in Glucks Iphigénie en Tauride, en vele malen later, tot Callas' laatste Norma in Parijs. Echter, tijdens een uitvoering in Parijs, juist na hun duet, zegde Callas de rest van de voorstelling af.
Sommigen beweren dat Cossotto opzettelijk Callas tegenwerkte door haar te overstemmen en hoge noten langer aan te houden terwijl de stem van de laatstgenoemde (in die tijd - 1965) in slechte vorm verkeerde.
Anderen beweren in het voordeel van Cossotto dat ze Callas aanmoedigde het beste te doen dat ze kon, en erg voorzichtig met haar deed en trachtte haar op te vangen.
Privéopnames gemaakt in die tijd (en vervolgens uitgegeven) worden op beide manieren uitgelegd.
Zowel Cossotto (in een interview in 2006) en Ivo Vinco (in 1982) zeiden dat Callas een goede vriendin was van Cossotto, en dat zij het was die haar uitnodigde Adalgisa te zingen.
Daarentegen waren Franco Zeffirelli en Simionato beiden aan de zijde van de beschuldigers.
Deze kwestie is nog steeds onderwerp van discussie, voornamelijk doordat de belangrijkste partij, die de waarheid kan vertellen, overleed in 1977.
Cossotto vertelde over dit onderwerp:
"Maar kijk, het is een schande! Het is veertig jaar geleden, en er komen nog steeds boeken uit die slecht over mij spreken. Het eerste jaar deden we onze repetities, en alles ging goed. Callas was goed bij stem. Er was geen reden waarom ze Norma niet zou doen, wat haar paradepaardje was. Gedurende de laatste twee uitvoeringen (in 1965), was ze niet in orde — ze had kou gevat, wat neersloeg (op de borst). De laatste uitvoering, arme schat, kon ze geen nee zeggen, omdat Onassis' hele elite in theater was. Maar logischerwijze kon ze niet [zingen], doordat ze al twee voorstelling had gezonden met een kou. Je kunt niet sollen met Norma! In het [eerste] duet gaat het omhoog tot een A voor de mezzosopraan, en Callas moet de C doen. En de C kwam er niet uit. Toen we aan het einde van het duet kwamen, kon ze niet langer [hier zingt Cossotto de vier stijgende noten naar de C]. Maar ik kon dat niet horen. Ik wist niet of ze zong of niet. Ik dacht dat het beter was dat ik mijn A rustig zou zingen, zodat de mensen het niet zouden opmerken, voor het geval dat. In plaats daarvan zeiden ze, 'Kijk, ze zingt terwijl de ander niet meer zingt!' Maar, de ander maakte geen geluid doordat ze ziek was — de stem kwam er niet uit.
"Later, aan het einde van het tweede bedrijf zei Callas tegen me, 'Fiorenza, blijf vanavond tot het einde, want ik ben niet goed, en we zullen samen opgaan [om te buigen].' We zullen samen een beetje een goede indruk maken, is wat ze wilde zeggen. 'Kijk,' zei ik, 'ik kan niet, omdat ik moet pakken, want morgenochtend moet ik echt vroeg vertrekken, maar laten we zien.' Mijn hotel was juist naast de Opéra. Ik zei, 'Het lukt me wel. Ik zal gaan en meteen terugkomen.' Als ze boos op me was geweest, zou ze dit niet hebben gezegd. Waar of niet? Maar niemand heeft dit ooit gepubliceerd! Ze hebben nooit gezegd, 'Callas stond erop dat Cossotto aanwezig zou zijn bij het einde van het derde bedrijf, dat ze zou komen en het publiek bedanken.' Dus, hoe kun je dat dan uitleggen? Als ik een extra noot had gezonden — iets dat alleen domkoppen zullen beweren — zou ze niet tegen me gezegd hebben, 'Blijf.' Ze zou boos geweest zijn. Toen begon het. Zelfs nu, veertig jaar verder, spreken ze nog steeds kwaad over me. Ze wilde me het tweede jaar, wilde mijn aanwezigheid. Dus, wat is al deze fantasie? Ze doen het om de boeken en de artikelen te verrijken, en zo beschadigen ze een mens. Ik trachtte haar op elke manier te helpen op het toneel. Ik ben altijd een serieuze collega geweest, niet een collega die schade toebrengt aan mensen."
Simionato's bewering:
"...zij [Callas] vroeg me om te zingen met haar in twee van haar laatste uitvoeringen van Norma [in Parijs], omdat haar andere partner [Fiorenza Cossotto] zich onbehoorlijk had gedragen."

## Spectrum van rollen
Volgens het boek "Opera" uitgegeven door Koenemann, "waren zij [Cossotto] en Giulietta Simionato de leidende Italiaanse mezzosopranen van de jaren zestig en zeventig. Zij [Cossotto] won applaus in de annalen van de operageschiedenis vanwege haar prachtige vocale timbre, haar volmaakte zangtechniek, en het gemak waarmee zij verschillende registers kon beheersen. Behalve de grote mezzosopraanrollen zong ze ook de opvallende altpartijen van het Italiaanse operarepertoire."
Het moet worden opgemerkt dat ze behalve mezzosopraanrollen en altrollen ook sopraanrollen zong die gewoonlijk worden gezongen door mezzosopranen, zoals Santuzza (Cavalleria Rusticana) en Adalgisa (Norma).
Ze zong Adalgisa naast de Norma's van Maria Callas, Joan Sutherland, Montserrat Caballé, Leyla Gencer en Elena Souliotis. Volledige liveverslagen (behalve die met Callas, die gedeeltelijk is) van deze uitvoeringen zijn commercieel uitgegeven in ofwel audio ofwel video.
Ze beproefde ook haar geluk in sopraanrollen (helaas alleen in de studio) van Lady Macbeth en Marchesa del Poggio (Un giorno di regno), en maakte een commerciële opname van sopraanaria´s van Verdi.
Haar repertoire aan de Met omvatte Amneris, Eboli, Adalgisa, Santuzza, Azucena, Dalila, Carmen (slechts op tournee en in de parkconcerten), Principessa (Adriana Lecouvreur) en Mistress Quickly (die ze in 1985 voegde aan Giuseppe Taddei als Falstaff (opera)).

## Studiodiscografie
| Jaar | Werk Rol | Dirigent Uitvoerenden                                      | Label                                 |
| ---- | --- | ---------------------------------------------------------- | ------------------------------------- |
| 1957 | La sonnambula, Teresa                                                                                                  | Antonino Votto Maria Callas Nicola Monti                   | EMI Classics                          |
| 1959 | La Gioconda, Laura | Antonino Votto Maria Callas Piero Cappuccilli              | EMI Classics                          |
| 1959 | Le nozze di Figaro, Cherubino                                                                                          | Carlo Maria Giulini Giuseppe Taddei Elisabeth Schwarzkopf  | EMI Classics                          |
| 1959 | Messa da Requiem, mezzosopraan                                                                                         | Tullio Serafin Boris Christoff Eugenio Fernandi            | Testament Records                     |
| 1961 | Don Carlos, Eboli | Gabriele Santini Boris Christoff Antonietta Stella         | Deutsche Grammophon                   |
| 1963 | Il trovatore, Azucena                                                                                                  | Tullio Serafin Carlo Bergonzi Antonietta Stella            | Deutsche Grammophon                   |
| 1964 | Rigoletto, Maddalena                                                                                                   | Rafael Kubelik Renata Scotto Dietrich Fischer-Dieskau      | Deutsche Grammophon                   |
| 1965 | Cavalleria Rusticana, Santuzza                                                                                         | Herbert von Karajan Carlo Bergonzi Giangiacomo Guelfi      | Deutsche Grammophon                   |
| 1967 | Medea, Neris | Lamberto Gardelli Gwyneth Jones Bruno Prevedi              | Decca Records                         |
| 1967 | Messa da Requiem, mezzosopraan                                                                                         | Herbert von Karajan Leontyne Price Luciano Pavarotti       | Deutsche Grammophon (audio and video) |
| 1968 | Cavalleria Rusticana, Santuzza                                                                                         | Herbert von Karajan Gianfranco Cecchele Giangiacomo Guelfi | Deutsche Grammophon (Film)            |
| 1970 | Messa da Requiem, mezzosopraan                                                                                         | Sir John Barbirolli Montserrat Caballe Jon Vickers         | EMI Classics                          |
| 1970 | Il trovatore, Azucena                                                                                                  | Zubin Mehta Leontyne Price Plácido Domingo                 | RCA Records                           |
| 1972 | Norma, Adalgisa | Carlo Felice Cillario Montserrat Caballe Plácido Domingo   | RCA Records                           |
| 1974 | Un giorno di regno, Marchesa del Poggio                                                                                | Lamberto Gardelli Jessye Norman José Carreras              | Philips Records                       |
| 1974 | Aida, Amneris | Riccardo Muti Montserrat Caballe Plácido Domingo           | EMI Classics                          |
| 1974 | La Favorita, Leonora                                                                                                   | Richard Bonynge Luciano Pavarotti Gabriel Bacquier         | Decca Records                         |
| 1975 | Un ballo in maschera, Ulrica                                                                                           | Riccardo Muti Martina Arroyo Plácido Domingo               | EMI Classics                          |
| 1976 | Macbeth, Lady Macbeth                                                                                                  | Riccardo Muti Sherrill Milnes José Carreras                | EMI Classics                          |
| 1976 | La forza del destino, Perziosilla                                                                                      | James Levine Leontyne Price Plácido Domingo                | RCA Records                           |
| 1978 | Tancredi, Tancredi | Gabriele Ferro Lella Cuberli Werner Hollweg                | Warner Fonit                          |
| 1978 | Arie di Verdi, Abigaille (Nabucco) Elvira (Ernani) Medora(Il corsaro) Eboli (Don Carlos) Amelia (Un ballo in maschera) | Nello Santi Ivo Vinco                                      | Warner Fonit                          |